# ゴール (スポーツ)
スポーツにおけるゴール（英: goal、西: gol）とは、スポーツ競技の勝敗を決定するライン、エリアのこと。または競技者自身やボールやパックなどがそれらに到達した状態。
なお、陸上競技等の競走競技のゴールは英語圏では通常『 finish 』と表現する。物理的にスタートとフィニッシュ（ゴール）を兼用する場合もある。

## ゴールの回数
主に陸上競技では、競技者がゴールに達するまでの速さにより勝敗を決定するため、ゴールの回数は1競技1回（予選を除く）となる
主に球技では、時間内にゴールに達した回数により勝敗を決定するためゴールの回数は複数回となる。また、スポーツによっては1回のゴールで1点になるとは限らず、ゴールに入れる位置や状況によって点数が変化する場合もある。ラグビーのトライなどゴール以外の得点手段がある競技もある。

## ゴールの形態
線上の場合は地面に白線などで図示、またはテープなどを空中に張り示す。面状の場合は金属製の枠やポスト、網などを用いて空間を示す。

## 線状
- 陸上競技の一部（短・中・長距離走など）
- 道具や動物を利用する競技の一部（自転車競技の一部、競馬など）
- 球技の一部

## 面状
- 球技の一部

### ゴールの大きさ
※ 特記のない限り、ゴールの面は地面（床面ほか）に垂直に接している。
- サッカー（7.32×2.44m）
- 少年サッカー（5.0×2.0m）[1]
- バスケットボール（床と平行の円形 直径0.45m 床から高さ3.05m）
- ラグビー（ゴールポストの幅5.64m クロスバーまで高さ3.05m、インゴールというエリアもある）(ゴール以外にトライという得点手段もある。当初のトライは得点が入らず、ゴールキックの権利を得るための手段であった。)
- ホッケー（2.14×3.66m）
- アイスホッケー（1.83×1.22m）
- ラクロス（1.83×1.83m）
- ハンドボール（2.0×3.0m）
- ポロ（6.6×7.2m）
- カヌーポロ（1.0×1.5m 下端は水上2m）